# Thyra Frank
Thyra Frank Rasmussen (geboren op 10 mei 1952 in Gammel Skørping) is een Deense verpleeghuismanager en voormalig lid van het Deense parlement (2011-2015). Ze werd op 28 november 2016 benoemd tot minister van Ouderenzaken en behield die functie tot 2019.
Thyra Frank Rasmussen studeerde af aan de Aalborg Cathedral School en werd in 1982 verpleegkundige. 
Haar democratische visie op de ouderenzorg werd toegepast in de Tubbe-methode voor woonzorgcentra. 
- Virtual International Authority File: 5150030616010962122